# Вулиця Богуна (Ніжин)
Вулиця Богуна — вулиця міста Ніжина, історична місцевість (район) Овдіївка. Пролягає від площі Івана Франка до вулиці Олеся Гончара.
До вулиці прилягають вулиці Братів Галицьких, провулок Шкільний, вулиці Коцюбинського, Вознесенська.

## Історія
Вулиця відома з XVIII століття, коли тяглася до Лихокутівського провулка (вулиця Володимира Івасюка) в передмісті Овдіївки. Продовжена за планом 1835 року. 1887 року вулиця названа Введенською — на честь Введенського монастиря, оскільки прилягала до нього з південного боку.
1922 року вулиця отримала сучасну назву — на честь полковника та Наказного гетьмана Війська Запорізького Івана Богуна.
Тут розташовані гуртожиток НДУ № 1 (будинок № 1), збудований у 1938 році, дитсадок «Ромашка» (будинок № 5), Ніжинський інформаційно-обчислювальний центр державної статистики (будинок № 8), Будинок школярів та юнацтва (будинок № 14). У будинку № 14 до Другої світової війни розміщувалася центральна пошта, телефонна станція, телеграф.

## Забудова
Установи:
Пам'ятники архітектури:
1. будинок № 5 — дитсадок «Ромашка»
2. будинок № 8 — Ніжинський інформаційно-обчислювальний центр державної статистики
3. будинок № 14 — будинок школярів та юнацтва

Вулиця пролягає у західному напрямку паралельно Овдіївській та Козачій вулиці. Парна та непарна сторони вулиці переважно зайняті садибною забудовою, частково малоповерховою житловою забудовою (2-3-поверхові будинки).
1. будинок № 1 — Будинок гуртожитку
2. будинок № 14 — Будинок телеграфу